# Air Dilijans
Air Dilijans, in precedenza Armenia Aircompany, è una compagnia aerea armena con sede a Erevan e con hub all'aeroporto di Erevan.

## Storia
La compagnia aerea è stata fondata il 25 novembre 2015 e ha iniziato le operazioni il 21 aprile 2016.
I fondatori sono Tamaz Gaishvili e Robert Hovhannisyan. Gaishvili possiede il 25%, Hovhannisyan il 24% e Ashot Torosyan il 51% della società.
Con effetto dal 2 giugno 2020, l'UE ha vietato l'ingresso di tutti gli aeromobili dall'Armenia per motivi di sicurezza.
Il 20 marzo 2023, la compagnia aerea è stata rinominata "Air Dilijans".

## Destinazioni
Al 2023, Air Dilijans opera voli di linea internazionali e nazionali tra varie destinazioni in Europa, Medio Oriente e Asia.

## Flotta
A maggio 2023 la flotta di Air Dilijans è così composta: